# Pilotaż (lotnictwo)
Pilotaż – kierowanie i manewrowanie statkami powietrznymi.

## Rodzaje pilotażu
W przypadku statków powietrznych rozróżnia się (umownie):
- pilotaż podstawowy – obejmujący podstawowe fazy lotu: start, wznoszenie, lot po prostej, skręty i lądowanie,
- pilotaż średni
- pilotaż wyższy – akrobacja lotnicza, loty IFR.

Pilotaż dzieli się również na indywidualny i grupowy.
W przypadku statków kosmicznych załogowych pilotaż polega na ścisłej współpracy pilota, pokładowych urządzeń sterujących i naziemnych stacji kierowania lotem.

## W Polsce
Pierwszy w Polsce lot balonu załogowego odbył się zaś 10 maja 1789. Z ogrodu Foksal w Warszawie, w obecności króla Stanisława Augusta Poniatowskiego, wystartował aerostat pilotowany przez Francuza Jeana Pierre’a Blancharda (1753–1809), który wzniósł się na wysokość 2 km, a po 45 minutach wylądował w Białołęce. Francuz ponownie wzleciał podczas pobytu w Warszawie dnia 14 maja 1790 roku. W locie tym brał udział również podróżnik oraz pisarz znany z powieści Rękopis znaleziony w Saragossie Jan Potocki. Został on pierwszym w historii polskim aeronautą, który wzniósł się w powietrze.
Ośrodkami dydaktyczno-naukowymi kształcącymi zawodowych pilotów w Polsce są dla pilotów cywilnych: Lotnicza Akademia Wojskowa w Dęblinie (szkoląca również pilotów wojskowych), Politechnika Poznańska, Politechnika Śląska, Politechnika Rzeszowska i Państwowa Akademia Nauk Stosowanych w Chełmie.